# 格利澤480.1
格利泽480.1是一顆位於半人馬座附近的紅矮星，距離地球約26.2光年。